# Йоханес Майер
Йоханес Майер (на немски: Alfons König) (1893 – 1963) е немски офицер, участник в Първата и Втората световна война, генерал от пехотата и кавалер на Рицарски кръст с дъбови листа и мечове.

## Ранни години и Първа световна война
Роден на 6 септември 1893 в Мюнхен, Германска империя Майер доброволно постъпва в армията (с цел прекратяването на свещенското му обучение) като част от пехотен полк в самото начало на Първата световна война.
От ноември 1915 г. е възпроизведен в чин лейтенант, притежател на Железен кръст II и I степен от 1916 г., а малко преди края на войната получава званието старши лейтенант.

### Между двете световни войни
След края на войната остава във военната служба на Райхсвера, като през 1928 г. е повишен в звание капитан, след което се записва да учи в университета, където получава докторска степен икономист-инженер. От 1932 г. отново във военната служба.
Преди старта на Втората световна война е командир на пехотен батальон, от където си извоювал званието подполковник.

## Втора световна война
От февруари 1940 г. командва полк от 290-а пехотна дивизия, с който участва във Френската кампания, където получава закопчалка към Железния кръст II и I степен. От октомври е повишен в звание полковник.
Година по-късно на 22 юни участва в Германо-съветската война, сраженията в района на Себеж, откъдето е награден с Рицарски кръст.
През март 1942 г. е назначен за командир на 329-а пехотна дивизия, с която взима участие в сраженията при Стара Русия, а след това и в Демянския котел. От април обаче получава званието генерал-майор, а година след това е повишен в звание генерал-лейтенант. На същия месец като генерал-лейтенант Майер дори получава приставката Дъбови лист към Рицарския кръст. От юли бива ранен, а през август е награден и с Мечовете (№ 89) към Рицарския кръст и дъбовите листа.
От януари 1945 г. поема командването на 2-ри армейски корпус, с който води битки при Курландския котел, където си извоюва званието генерал от пехотата (последно повишение), но поради здравословни причини е евакуиран в Германия, зачислен към резерва на фюрера.

## Военни отличия
- Железен кръст (1914)
  - II степен (24 август 1915)
  - I степен (12 декември 1916)
- Закопчалка към Железния кръст (1939)
  - II степен (6 юни 1940)
  - I степен (9 юни 1940)
- Пехотна щурмова значка (черна)
- Рицарски кръст с дъбови листа и мечове
  - Носител на Рицарски кръст от 13 септември 1941 г., като Полковник и командир на 501-ви пехотен-полк[1]
  - Носител на Дъбови листа (№ 453) от 13 април 1944 г., като Генерал-лейтенант и командир на 329-а пехотна дивизия[1]
  - Носител на Мечове (№ 89) от 23 август 1944 г., Генерал-лейтенант и командир на 329-а пехотна дивизия[1]
- Упомент в ежедневния доклад на Вермахтберихт (16 март 1944 и 18 юли 1944)

### Източник на Вермахтберихт
| Дата         | Оригинален текст на Немски език | Директен Български превод |
| ------------ | --- | --- |
| 16 март 1944 | In Kämpfen nordwestlich Newel hat sich die rheinisch-westfälische 329. Infanteriedivision unter Führung des Generalleutnants Mayer besonders ausgezeichnet. | В Рейнска-Вестфалия 329-а пехотна дивизия под ръководството на генерал-лейтенант Майер се отличава в сражение северозападно от Нюъл. |
| 18 юли 1944  | Bei den Kämpfen an der Ostfront haben sich im Süden die fränkisch-sudentendeutsche 88. Infanterie-Division unter Führung von Generalmajor v. Rittberg und im Norden die rheinisch-westfälische 329. Infanterie-Division unter Führung des Generalleutnants Mayer durch besondere Härte und Zähigkeit wiederholt ausgezeichnet. | Във Френските Судети германската 88-а пехотна дивизия под командването на генерал-майор фон Ритберг, в северния сектор на Източния фронт, както и В Рейнска-Фестфалия 329-а пехотна дивизия под командването на генерал-майор Майер, в южния сектор се отличават с показваща издръжливост и суровост в отбраната. |